# Левадне (Старобільський район)
Лева́дне — село в Україні, у Старобільській міській громаді Старобільського району Луганської області. Населення становить 39 осіб. Колишній Ооган місцевого самоврядування — Калмиківська сільська рада.

## Населення

### Мова
Розподіл населення за рідною мовою за даними перепису 2001 року:
| Мова       | Кількість | Відсоток |
| ---------- | --------- | -------- |
| українська | 33        | 84.62%   |
| російська  | 5         | 12.82%   |
| білоруська | 1         | 2.56%    |
| Усього     | 39        | 100%     |